# Masouma
Masouma é o pseudônimo de uma promotora pública afegã.
Graduada em Direito, ela trabalhou como promotora durante mais de cinco anos na Promotoria Geral do Afeganistão. Com o regresso dos talibãs ao poder, em Agosto de 2021, a estrutura judicial do país se desmantelou, várias liberdades foram tomadas e muitos assassinatos extrajudiciais foram realizados. Desde então, Masouma amargurou-se. Em 2021, a BBC a incluiu na lista das 100 mulheres mais inspiradoras, e Masouma aproveitou para fazer um apelo à comunidade internacional para que contribuíssem dando oportunidades para as mulheres afegãs.